# Torano Nuovo
Torano Nuovo är en stad och en kommun i provinsen Teramo, Abruzzo i Italien. Kommunen hade 1 570 invånare (2018) och gränsar till kommunerna Ancarano, Controguerra, Nereto, Sant'Egidio alla Vibrata och Sant'Omero.